# 구시이케촌
구시이케촌(櫛池村)은 니가타현 나카쿠비키군에 있던 촌이다. 

## 역사
- 1889년 4월 1일 - 정촌제 시행에 수반해 나카쿠비키군 구시이케촌이 성립하였다.
- 1955년 3월 31일 - 스가하라촌과 합병해 기요사토촌이 신설되어 소멸하였다.

## 참고문헌
- 『市町村名変遷辞典』東京堂出版、1990年。